# Reyßbuch deß heyligen Lands
Das Reyßbuch deß heyligen Lands ist eine Sammlung von 18 deutschen bzw. ins Deutsche übersetzten Pilgerberichten und Reisebeschreibungen ins Heilige Land und des Heiligen Landes, die 1584 von Sigmund Feyerabend kompiliert und herausgegeben wurde, eine Reisesammlung überwiegend mit Reisen in den Vorderen Orient und in das Heilige Land, wie ihr Titel besagt. 
Die meisten fanden zwischen 1450 und 1570 statt. Die Sammlung enthält Reisebeschreibungen von Felix Fabri, Bernhardt von Breitenbach, Robertus Abbas, Graf Johann Ludwig von Nassau, Johann zu Solms, S. vom Gumppenberg, L. Rauwolf, H. Tucher, Jacob Wormbser (ins Heilige Land und nach Ägypten in den Jahren 1561–1562), Melchior von Seydlitz, Johan von Ehrenberg, Johann Helffrich, Bruder Brocard und anderen.
Der Frankfurter Verleger Sigmund Feyerabend  ist auch als Verfasser einer sehr einflussreichen Enzyklopädie der Teufelsliteratur mit dem Titel Theatrum Diabolorum (Frankfurt, Peter Schmidt, 1575) bekannt.